# Нутела
Нутела (итал. Nutella) је име бренда, слатког кремног намаза од лешника, креираног од стране италијанске фирме Фереро.

## Историја

### Претходници
Иако је Нутела по први пут изашла на тржиште 1964. године, њена претеча, намаз Supercrema, постојао је од 1951. Supercrema је развијена из претходног производа, Paste Gianduje, створене 1946. од Пјетра Ферера, оснивача фирме. Главни састојак, лешник, је типични производ покрајине Пијемонт из које потиче породица Фереро. 
Сви су ови производи били претече овом данашњем, мешавини чоколаде и лешника развијеној у Италији после претераних пореза на какао који су онемогућавали нормалну производњу чоколаде.

### Прва Нутела
1963. године Пјетров син Микеле Фереро је одлучио усавршити Supercremu с намером ширења бренда Европом. Промењени су неки њени састојци, слика и име производа ("Nutella" - од енглеске речи "nut" што значи лешник), те његов лого који је остао непромењен све до данас. 
Прва Нутела из фабрике породице Фереро у Алби, у Пијемонту, изашла је 20. априла 1964. Производ је породици донео одличан успех и остао врло популаран све до данас.

## Начини употребе
- Намаз: Нутела је слатки намаз који се може користити на више начина. Традиционални италијански начин је мазање Нутеле на кришку хлеба (итал. пане е Нутелла - хлеб и Нутела), иако се то може радити и са разним пецивима, кексима ...
- Састојак у печењу слаткиша: Често се користи као састојак који даје укус и арому разним печеним колачићима.
- Пуњење за колаче и пецива: У многим француским градовима честа су појава разна пецива пуњена Нутелом, често послуживана уз нарезано воће као што су банане и јагоде. Сличне посластице постоје и у Италији (без воћа), где су још популарнији кроасани пуњени Нутелом.
- Глазура за колаче: Нутела може послужити и као састојак глазуре.

## Успешност производа
У Италији Нутела је постала културни и друштвени феномен.
О њој су написане многе књиге, а важан је предмет и у филму Бјанка, италијанског редитеља Нанија Моретија.
Нутела је врло популарна и у остатку Европе, у Канади, Аустралији, Новом Зеланду, Турској, Сингапуру, Бразилу и Јужној Африци, највише код деце и младих. Мање је популарна у САД-у, где је тај производ био само скупи увоз све до 2000-их.